# Randa Kassis

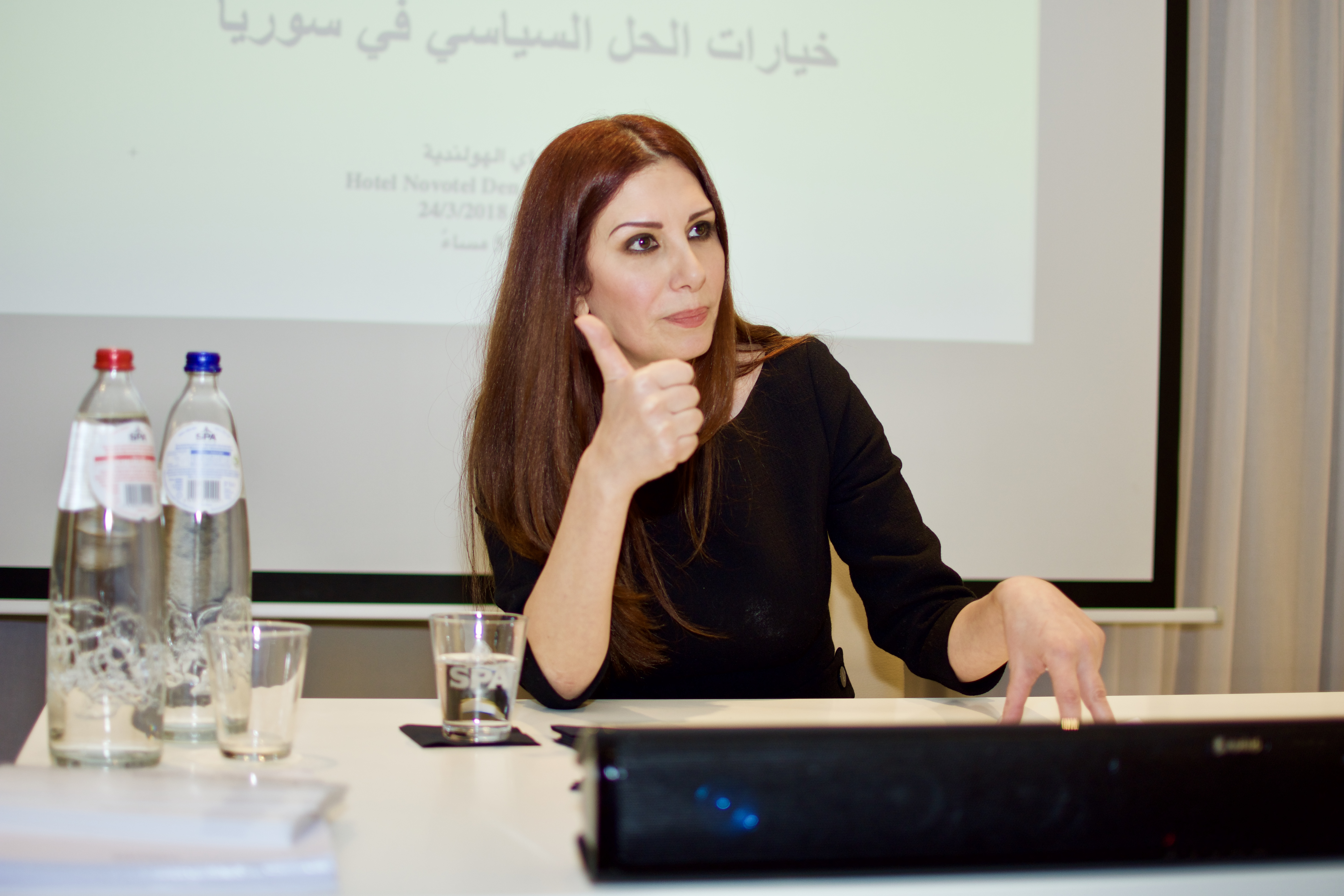
Randa Kassis, 2018

Randa Kassis (arabisch رندة قسيس, DMG Randa Qassīs, * 8. Oktober 1970 in Damaskus) ist eine französisch-syrische Politikerin und eine führende säkulare Figur der syrischen Opposition.

## Leben und Wirken
Sie ist die Präsidentin der Politischen Plattform von Astana der syrischen Opposition und Gründerin der Bewegung der Pluralistischen Gesellschaft. Sie war Mitglied des Syrischen Nationalrats bis August 2012. Kassis ist die ehemalige Präsidentin der Koalition der säkularen und demokratischen Syrer. Die Koalition der säkularen und demokratischen Syrer, der Kern einer säkularen und demokratischen syrischen Opposition, wurde durch die Vereinigung von zwölf muslimischen, christlichen, arabischen und kurdischen Parteien gegründet, die die Minderheiten in Syrien aufforderten, den Kampf gegen die Regierung von Baschar al-Assad zu unterstützen.
Kassis ist auch Anthropologin und Journalistin. Sie veröffentlichte ein Buch mit dem Titel „Crypts of the Gods“, das sich mit Religionen, ihren Ursprüngen und ihrer Funktionsweise befasst. Seit dem Beginn des Bürgerkriegs in Syrien am 15. März 2011 ist sie eine führende Kommentatorin des Syrienkonflikts und der größeren Komplexität des Arabischen Frühlings und der Zukunft des Nahen Ostens.
Kassis nahm 2016 an den Genfer Friedensgesprächen unter dem Banner der Moskauer / Astanagruppen teil. Sie ist Co-Präsidentin mit Qadri Dschamil von der syrischen säkularen und demokratischen Oppositionsdelegation. Sie wird von anderen Oppositionsmitgliedern wegen ihrer Befürwortung eines politischen Übergangs in Zusammenarbeit mit Baschar al-Assads Regime und ihrer Unterstützung der russischen Intervention im Bürgerkrieg kritisiert.
Auf Einladung des Center of Political and Foreign Affairs traf sich Kassis im Oktober 2016 mit Donald Trump Jr., um über Lösungen des syrischen Konfliktes zu sprechen.
Im Januar 2018 nahm Kassis als führende Vertreterin der Opposition an dem von Russland ausgerichteten Syrian National Dialogue Congress in Sotschi teil.